# 南美無臂鰨
南美無臂鰨為輻鰭魚綱鰈形目鰨亞目無臂鰨科的其中一種，為熱帶淡水魚，分布於南美洲奧里諾科河流域，體長可達10.6公分，棲息在底層水域，生活習性不明。

## 扩展阅读
維基物種上的相關：南美無臂鰨